# Förstakammarvalet i Sverige 1968
Förstakammarvalet i Sverige 1968 var ett val i Sverige till Sveriges riksdags första kammare. Valet hölls i den åttonde valkretsgruppen i september månad 1968.
Två valkretsar utgjorde den åttonde valkretsgruppen: Malmöhus läns valkrets och Gävleborgs läns valkrets. Ledamöterna utsågs av valmän från det landsting som valkretsarna motsvarade. För de städer som inte ingick i landsting var valmännen stadsfullmäktige. Ordinarie val till den sjunde valkretsgruppen hade senast ägt rum 1960.
De valda ledamöterna valdes på ett åttaårigt mandat, till och med 31 december 1976. I praktiken utlöpte samtliga mandat i första kammaren den 31 december 1970, då enkammarriksdagen infördes från och med den 1 januari 1971. Val till den nya enkammarriksdagen hölls i september 1970.

## Valmän
| Landsting/ stadsfullmäktige | H    | C    | F    | S    | VPK | Totalt |
| --------------------------- | ---- | ---- | ---- | ---- | --- | ------ |
| Landsting/ stadsfullmäktige |      |      |      |      |     | Totalt |
| Malmöhus                    | 32   | 15   | 23   | 76   | 0   | 146    |
| Malmö                       | 32   | 15   | 23   | 76   | 0   | 146    |
| Gävleborg                   | 3    | 14   | 10   | 36   | 8   | 71     |
| Totalt                      | 35   | 29   | 33   | 112  | 8   | 217    |
| %                           | 16,1 | 13,4 | 15,2 | 51,6 | 3,7 | 100,0  |

## Mandatfördelning
Den nya mandatfördelningen som gällde vid riksdagen 1969 innebar att Socialdemokraterna behöll egen majoritet. 
| Parti  | Parti                        | FK 1968 | 8:e valkretsgruppen | 8:e valkretsgruppen | 8:e valkretsgruppen | FK 1969 |
| Parti  | Parti                        | FK 1968 | Innan               | Efter               | Ändring             | FK 1969 |
| ------ | ---------------------------- | ------- | ------------------- | ------------------- | ------------------- | ------- |
|        | Socialdemokraterna           | 79      | 11                  | 11                  | ▬                   | 79      |
|        | Folkpartiet                  | 25      | 2                   | 3                   | ▲1                  | 26      |
|        | Högerpartiet                 | 25      | 4                   | 3                   | ▬                   | 25      |
|        | Centerpartiet                | 21      | 2                   | 2                   | ▼1                  | 20      |
|        | Vänsterpartiet kommunisterna | 1       | 0                   | 0                   | ▬                   | 1       |
| Totalt | Totalt                       | 151     | 19                  | 19                  | ▬                   | 151     |

## Invalda riksdagsledamöter
Malmöhus läns valkrets:
- Ingvar Andersson, h
- Per Blomquist, h
- Gösta Jacobsson, h
- Thorsten Larsson, c
- Karl-Axel Levin, fp
- Nils Persson, fp
- Eric Holmqvist, s
- Gunnar Lange, s
- Grethe Lundberg, s
- Margit Lundblad, s
- Alvar Mårtensson, s
- Lilly Ohlsson, s
- Arne Pettersson, s

Gävleborgs läns valkrets:
- Johan A. Olsson, c
- Hans Lindblad, fp
- Herman Kling, s
- Sigurd Lundin, s
- Yngve Möller, s
- Erik Svedberg, s